# 森ノ宮医療学園専門学校
森ノ宮医療学園専門学校（もりのみやいりょうがくえんせんもんがっこう）は、大阪市東成区にある、はり師・きゅう師・柔道整復師を養成する専修学校。

## 概観

### 学校全体
森ノ宮医療学園専門学校は、1973年にはり師・きゅう師の育成を目的として設立された大阪鍼灸専門学校が始まりとなっており、2000年の柔道整復学科の開設と共に現校名に改称された。キャッチコピーに「臨床の森ノ宮」を掲げており、臨床現場での活躍を見据えた教育を行っている。

## 学科
- 鍼灸学科（午前コース・昼間コース・夜間コース）
- 柔道整復学科（柔整トレーナーコース・昼間コース・夜間コース）
  - 両学科ともに終了年限は3年である。

## 沿革
- 1973年4月 - 森秀太郎を初代理事長として、大阪鍼灸専門学校が開校
- 1977年4月 - 学校法人「森ノ宮学園」となり、専修学校医療専門課程となる
- 1985年4月 - 卒後教育雑誌「鍼灸OSAKA」創刊
- 2000年4月 - 柔道整復学科が開設、学校名を「森ノ宮医療学園専門学校」と改称
- 2001年1月 - 本校舎増改築工事完成、および、「はりきゅうミュージアム」開設
- 2007年4月 - 系列校「森ノ宮医療大学」開学
- 2010年1月 - 学園附属の「みどりの風クリニック」と「みどりの風鍼灸院」を開設
- 2010年4月 - アネックス校舎(別館)完成
- 2012年4月 - 学生専用の学内保育所「みどりの風保育園」開設
- 2013年9月 - 季刊フリーペーパー「ここ+から」が創刊
- 2016年3月 - 「大阪社体スポーツ専門学校」と包括連携協定を締結
- 2016年9月 - 米国「Florida College of Integrative Medicine」と姉妹校連携を締結
- 2021年4月 - 柔道整復学科に「柔整トレーナーコース」を開設
- 2023年4月 - 創立50周年

## 基礎データ

### 所在地
- 本校舎（大阪市東成区中本4-1-8）
- アネックス校舎（大阪市東成区中本2-5-41）
- 緑橋校舎：森ノ宮医療学園附属 「みどりの風 鍼灸院 接骨院」（大阪市東成区中本3-15-11）

### アクセス
- 緑橋駅（地下鉄中央線・地下鉄今里筋線）より徒歩7分
- 森ノ宮駅（地下鉄中央線・地下鉄長堀鶴見緑地線・大阪環状線）より徒歩12分

### 象徴
校歌は創立30周年記念事業の一つとして作られた。歌詞は公募で卒業生のものが選ばれ、作曲は「翼をください」などで知られる紙ふうせんの後藤悦治郎に依頼したものであり、2003年3月16日の祝賀イベントでお披露目された。

## 対外関係

### 他学校との協定
大阪社会体育専門学校との包括連携協定
森ノ宮医療専門学校は大阪社会体育専門学校と包括連携協定を結び、ダブルスクールとしてAT医療特修コースが誕生した。このコースは、はり・鍼灸師もしくは柔道整復師とアスレティックトレーナー資格の受験資格を得られるようになり、本来二つの資格を取るのに6年かかるところを4年に短縮することが出来て特別奨学金制度によって学費負担を抑えられるようになった。

## 社会との関わり
季刊フリーペーパー「ここ+から」
2013年から季刊フリーペーパー「ここ+から」を出版し、鍼灸院や近鉄の一部の駅などで配布していた。これは学校の知名度を上げるために広報担当が企画したもので、JR大阪環状線の駅周辺の特徴的な飲食店や史跡を取り上げた街歩き特集や教員によるストレッチ方法などが話題を呼び、当初の5000部発行から最終的に15000部発行されるようになった。

## 系列校
- 森ノ宮医療大学  - 2007年開学
- 森ノ宮医療大学大学院 - 2011年開設